# Marnhull
Marnhull est un village et une paroisse civile du Dorset, en Angleterre. Administrativement, il relève du district du North Dorset.

## Histoire
En 1989, a été mis à jour un gisement de 90 haches à talon, comparable aux normandes.